# Mammoth, Arizona
Mammoth je gradić u američkoj saveznoj državi Arizona. Prema popisu stanovništva iz 2010. u njemu je živjelo 1,426 stanovnika.